# Аридниця сосочкова
Аридниця сосочкова (Syntrichia papillosa) — вид мохів порядку потіальних (Pottiales).

## Поширення
Батьківщиною є Європа, Африка, Північна Америка, Південна Америка, Азія, Австралія, Нова Зеландія.
Населяє кору дерев чи росте в ущелинах скель; від низьких до високих висот.

## Характеристика

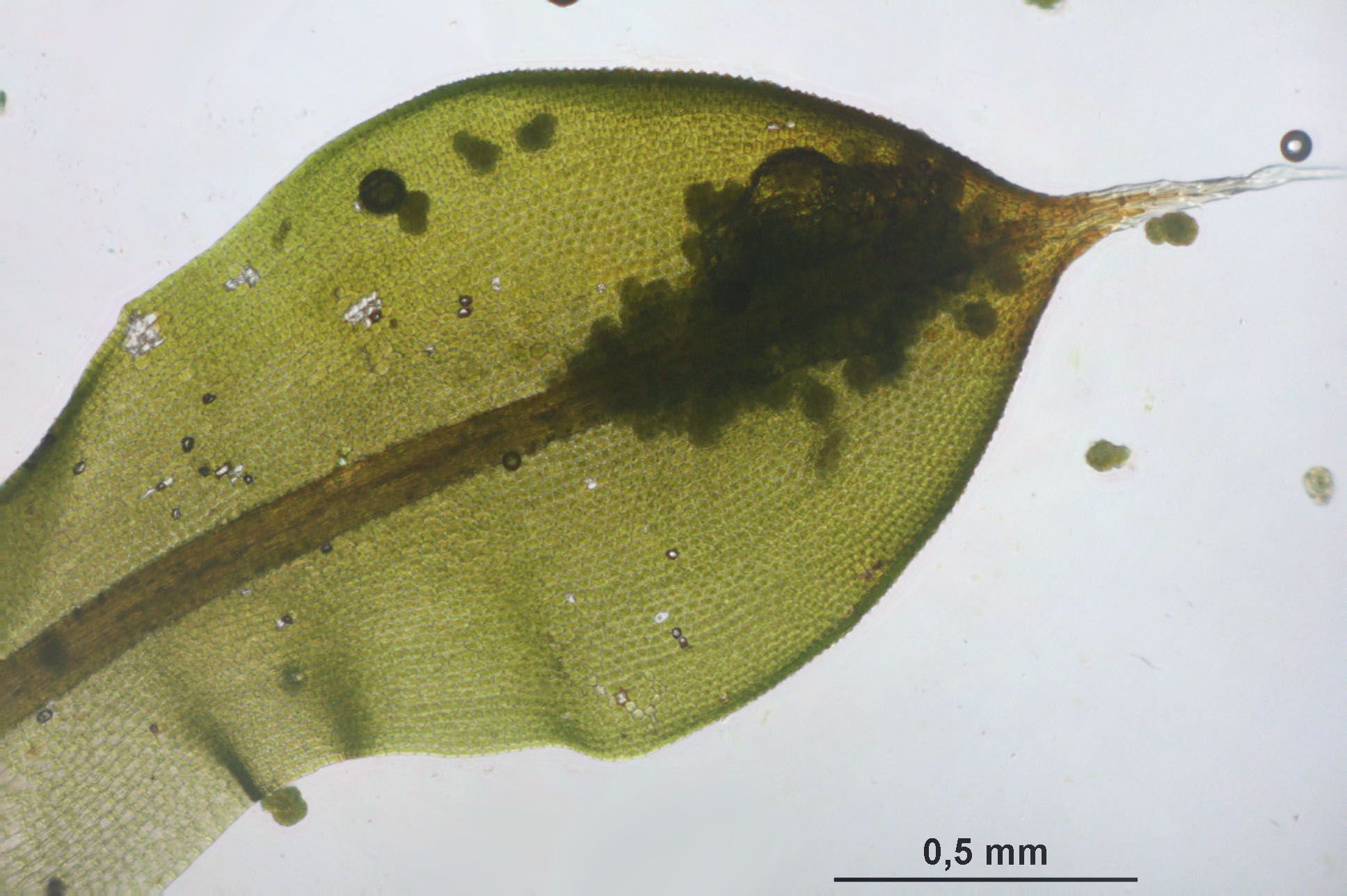
Листок

Стебла 1–4(8) мм. Листки зігнуті та злегка закручені коли сухі, від прямовисних до широко розпростерти коли вологі, лопатчасті, (1.5)2–3 × 0.75–1.25 мм; краї загнуті коли сухі, випростані коли вологі, цілі чи іноді зубчасті біля верхівки; верхівки гострі. Спеціалізоване нестатеве розмноження за допомогою гемм. Вид дводомний.